# AMC Matador

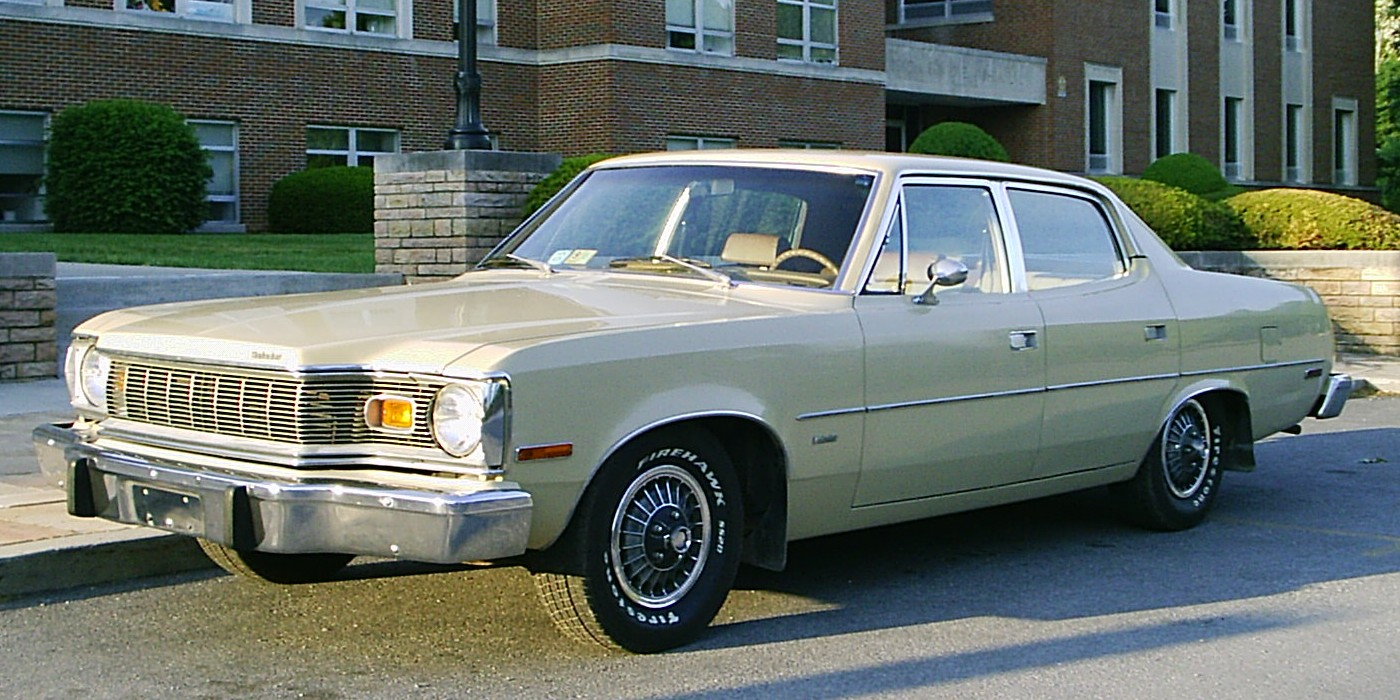
AMC Matador Sedan (1975)

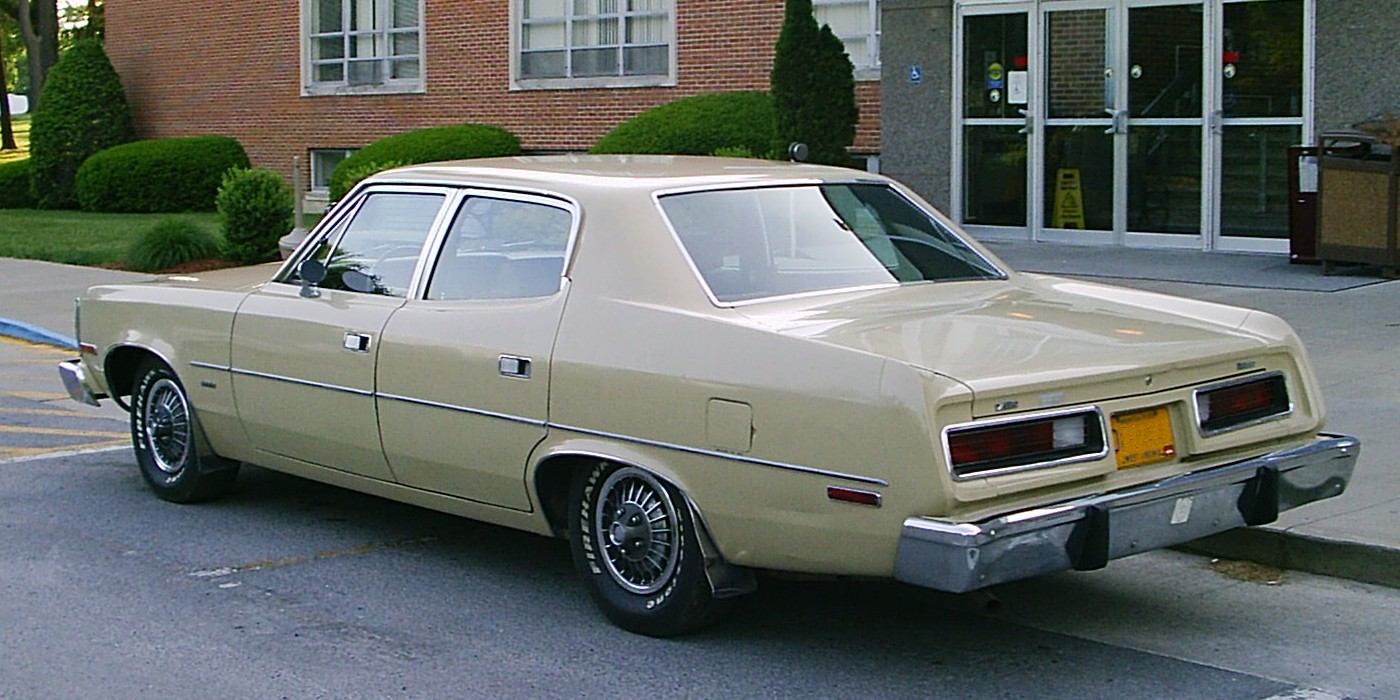
Heckansicht

Der AMC Matador war ein Mittelklassewagen, den die American Motors Corporation (AMC) von Anfang 1971 bis Frühjahr 1978 anbot.

## Geschichte
Der Matador ersetzte den seit 1967 angebotenen AMC Rebel. Wie der Rebel basierte der Matador auf dem großen AMC Ambassador.
Die AMC-Werbung versprach zwar, dass der Matador nicht nur ein Facelift mit Namenswechsel sei, aber tatsächlich erkannte man in dem neuen Fahrzeug den Rebel des Jahrgangs 1970 mit längerem Motorraum und neuer Innenausstattung. Von der A-Säule an nach hinten entsprach die Matador-Karosserie der des AMC Ambassador, der einen längeren Radstand und einen längeren Motorraum, einen repräsentativeren Kühlergrill und eine luxuriösere Ausstattung, wie z. B. eine Klimaanlage, hatte. „Matador“ war zwar ein Schritt weg von der Begriffswelt der Südstaaten, der vom Aufkommen der Bürgerrechtsbewegung inspiriert wurde, änderte aber nichts daran, dass der Name über keinen großen Bekanntheitsgrad verfügte, daher sah sich AMC genötigt, eine „What’s a Matador“-Werbekampagne durchzuführen.
Den Matador gab es mit 6-Zylinder-Reihenmotor und einigen V8-Motoren als zweitüriges Hardtop-Coupé, viertürige Limousine und fünftürigen Kombi. Die Kombiversion entsprach genau dem Vorgänger Rebel. Für den Kombi gab es auch eine dritte Sitzbank, auf der die Passagiere mit Blick nach hinten Platz nehmen konnten. Alle Kombis waren mit Dachreling und doppelt angeschlagener Heckklappe ausgestattet, die bei geöffnetem Heckfenster nach unten oder zur Seite hin zu öffnen war.
Ein umfangreicheres Facelift wurde 1974 in Limousinen- und Kombiversion durchgeführt, während man den bisherigen Zweitürer mit einem formal völlig eigenständigen, radikal gestylten Coupé ersetzte. Diese Modelle kann man als die zweite Generation des Matador bezeichnen.
Der Automobilmarkt aber wandte sich kleineren Autos zu. Da AMC keine finanziellen Mittel für eine komplette Neuauflage hatte (auch wegen der hohen Werkzeugkosten für das Coupé) stellte man den großen Ambassador Ende 1974 ein, während der Matador noch bis 1978 hergestellt wurde, etwa zur gleichen Zeit als Ford seine großen Modelle schrumpfen ließ.
Der verkleinerte Chevrolet Impala des Jahrgangs 1977 besiegelte freilich das Schicksal der großen Mittelklassewagen von AMC und Chrysler. AMC hatte später nur noch den Jeep, vom Hornet abgeleitete Modelle und an den US-Markt angepasste Renault-Fahrzeuge im Programm. Die American Motors Corporation bot kein anderes großes Fahrzeug mehr an, bis der gemeinsam mit Renault entwickelte Eagle Premier kurz nach dem Verkauf der Firma an Chrysler eingeführt wurde.

## Polizeiwagen
Obwohl auch der Ambassador in spezieller Polizeiversion angeboten wurde, wurde auch der Matador sehr gerne genommen. Bester Kunde war in der Zeit von 1972 bis 1974 die Stadtpolizei von Los Angeles. Aber auch andere Dienststellen, wie das Sheriff’s Department von Los Angeles und Einheiten der Militärpolizei nutzten das Fahrzeug.
Während die V8-Motoren der damaligen Zeit immer geringere Leistungen boten, setzte AMC für ihre Polizeiwagen einen 6,6 Liter – V8 ein, der stärker war als die meisten anderen Polizeiwagen. Die Beschleunigung von 0 auf 100 km/h bewältigten sie in 7 Sekunden, vergleichbar mit dem Dodge Hemi Charger von 2006. Die Höchstgeschwindigkeit betrug 200 km/h und wurde in nur 43 Sekunden erreicht, viel schneller als beim früheren Plymouth Satellite. 1974 nutzte das LAPD den Matador zuletzt. Die langnasige zweite Serie war schwerer, unhandlicher, weniger leistungsfähig und unzuverlässig. Schnell verschwand das Modell aus den Polizeiflotten und wurde in den späten 1970er-Jahren durch den verkleinerten großen Chevrolet Impala und den Dodge Diplomat ersetzt. Matador-Polizeiwagen tauchen in vielen TV-Serien und Filmen der 1970er-Jahre auf.

## Matador Machine
Der Matador nahm noch am Muscle-Car-Trend teil. Die „The Machine“-Ausstattung, die es bereits als Sonderausstattungspaket für den Rebel gegeben hatte, wurde für die 1971er-Hardtop-Coupés übernommen. Der Matador Machine blieb aber im Gegensatz zum Vorgänger weithin unbekannt; nur 50 Stück wurden hergestellt. Das Paket bestand aus einem Doppelauspuff, einem Sportfahrwerk und wahlweise einem 5,9 Liter- oder 6,6 Liter – V8-Motor. Das rot-weiß-blaue Streifen-Design des Rebel „The Machine“ gab es wohlgemerkt nicht mehr.

## Matador Coupé
Im Modelljahr 1974 wurde ein aerodynamisch gestyltes Fließheckcoupé mit stark in die Karosserie eingezogenen Hauptscheinwerfern herausgebracht. Das Matador Coupé war in jenem Jahr das einzige gänzlich neue Modell im populären Mittelklassesegment. Es wurde von AMCs Vizepräsident und Chef der Stylingabteilung, Richard A. Teague, nach Vorschlägen des bekannten Rennfahrers Mark Donohue entworfen. Das rückwärtige Design, insbesondere der bemerkenswerte Hüftschwung, war von einem Showcar von Vignale beeinflusst, das seinerseits auf das Coupé Studio GT Due Litri des italienischen Karosserieherstellers Neri e Bonacini zurückzuführen war.
Das windschlüpfige Aussehen des Coupés wurde durch eine sehr lange Motorhaube und ein kurzes Heck erreicht. Die 4-türige Limousine und der 5-türige Kombi blieben in der Grundform hingegen unverändert. Die neue Vorschrift, dass Kollisionen bis zu 8 km/h keine Schäden am Fahrzeug verursachen dürfen, führte zu riesigen Stoßfängern (diese Matador trugen den Spitznamen coffin noses – „Sargnasen“). Das Coupé stach als eines der auffälligeren und umstritteneren Designs der 1970er-Jahre heraus, nach dem AMC Pacer. Das Matador Coupé errang den Preis als Best Styled Car of 1974 der Redakteure der Zeitschrift Car and Driver.
Die Verkaufszahlen des Coupés waren anfangs hoch, fielen aber, als Mittelklassecoupés durch die Ölkrise 1973 weniger populär wurden. Pläne, auch die Limousine und den Kombi im Stil des Coupés herauszubringen, ließ man wieder fallen.

### Oleg Cassini
Eine spezielle Oleg-Cassini-Edition des Matador Coupés gab es in den Modelljahren 1974 und 1975. Die American Motors Corporation beauftragte den berühmten amerikanischen Modedesigner, eine elegante, luxuriöse Variante des neuen Coupés zu gestalten. Cassini war in Hollywood und der High Society bekannt für seine eleganten pret-a-porter-Kleider, die auch Jacqueline Kennedy getragen hatte.
Das Cassini-Coupé war von anderer Machart als die anderen Personal luxury cars. Der neue Matador hatte keine klassentypischen klassizistischen Design-Reminiszenzen wie senkrecht stehenden Kühlergrill oder kantiges Dach mit eingezogenen, vom Vinyldach umrahmten hinteren Seitenscheiben. Das Cassini-Paket gab es nur für 2-türige Brougham-Modelle mit gehobener Ausstattung, etwa serienmäßigen Liegesitzen. Cassini-Coupés gab es nur in den Lackfarben Schwarz, Kupfer oder Weiß, jeweils mit Vinyldach und in Kupfer gehaltenen Zierrat an Kühlergrill, Scheinwerferverkleidungen, den turbinenförmig gestalteten Radkappen und der hinteren Kennzeichenaussparung.
Die Innenausstattung war – typisch Cassini – komfortabel und üppig. Ein spezieller schwarzer Stoff mit kupferfarbenen Knöpfen an Sitzen und Türverkleidungen wurde durch dicke, kupferfarbene Teppiche ergänzt. Kupferfarbene Akzente gab es auch am Lenkrad, den Türarmlehnen und am Armaturenbrett. An den Kopfstützen fanden sich geprägte Cassini-Medaillons. Die Handschuhfachklappe, die Kofferraumklappe, die vorderen Kotflügel und die Motorhaube trugen Cassinis faksimilierte Unterschrift.

### Barcelona

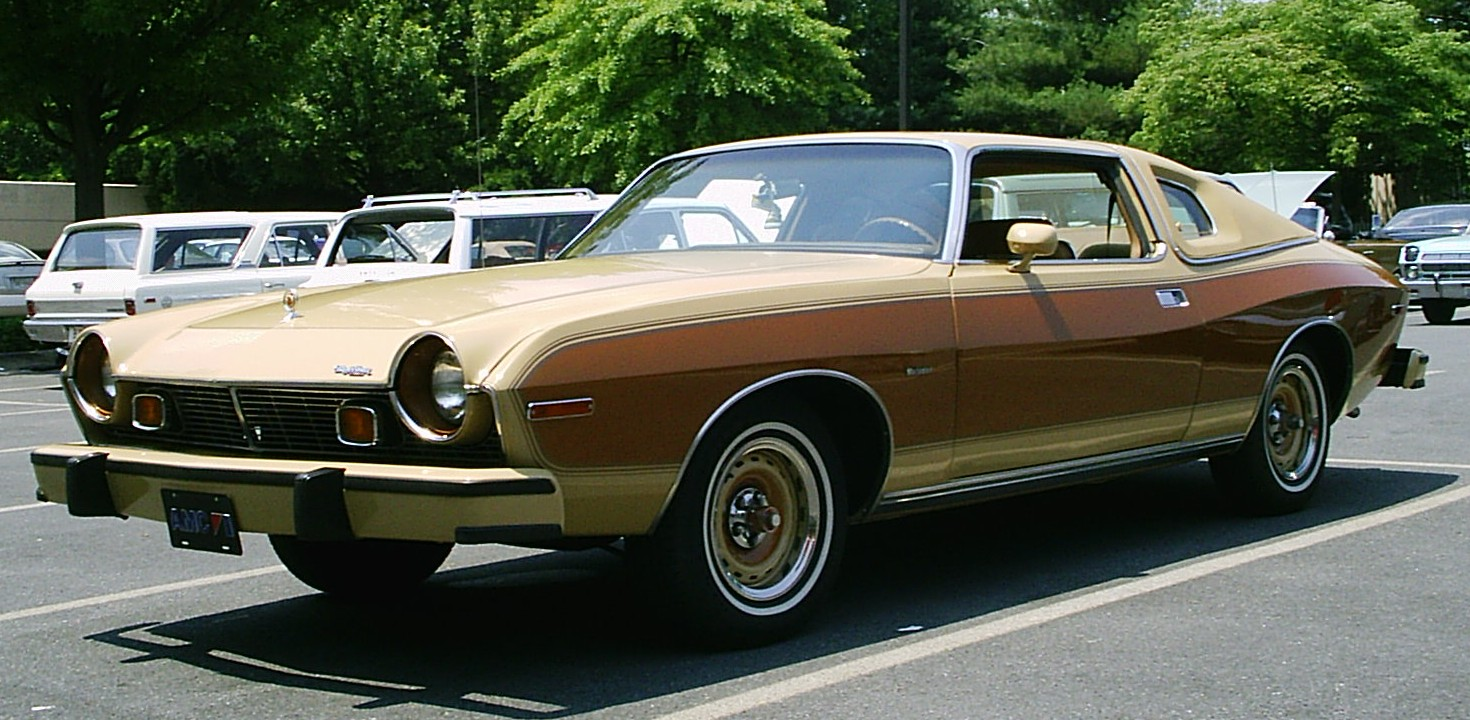
AMC Matador Barcelona Coupé (1977)

1976 gab es als Alternative zu Chrysler Cordoba und Chevrolet Monte Carlo den AMC Matador Barcelona. Das in den Modelljahren 1977 und 1978 erhältliche Barcelona Coupé besaß als Besonderheiten ein gepolstertes Landau-Dach mit Opera windows, Stylingkomponenten, die die Käufer im damals sehr beliebten „Personal luxury cars“-Segment wünschten.

### NASCAR-Rennen
Penske Racing präparierte mithilfe des Werkes Matador Hardtop-Coupés und Coupés für NASCAR-Rennen aus, die von den Indianapolis-Siegern Mark Donohue und Bobby Allison erfolgreich dort eingesetzt wurden. Das neue Coupé ersetzte das vorhergehende flying brick-Hardtop-Coupé; Penske soll gesagt haben, dass man alles aus dem alten Hardtop-Coupé herausgeholt habe; es war freilich besser für Strecken mit vielen Kurven und wenigen Geraden geeignet. Donohue lebte nicht lange genug, um das neue aerodynamische Fastback-Coupé zu fahren, von dem viel glaubten, dass es eigens im Hinblick auf die NASCAR-Rennen gebaut worden sei. Das Matador-Coupé konnte fünf Siege erringen:
- Winston Western 500 – Riverside – Mark Donohue – 21. Januar 1973
- Los Angeles Times 500 – Ontario – Bobby Allison – 24. November 1974
- Winston Western 500 – Riverside – Bobby Allison – 19. Januar 1975
- Rebel 500 – Darlington – Bobby Allison – 13. April 1975
- Southern 500 – Darlington – Bobby Allison – 1. September 1975

Bobby Allison gewann auch das nicht zur Meisterschaft zählende Daytona 125 – Rennen am 13. Februar 1975 und beendete das Daytona 500 – Rennen drei Tage später als Zweiter.

## Trivia
- Im James-Bond-Film Der Mann mit dem goldenen Colt fährt der Schurke Francisco Scaramanga ein Matador Coupé, das sich in ein Flugzeug verwandeln konnte. Verfolgt wurde er von der Polizei in Matador-Limousinen (zweite Generation). In diesem Film wurden etliche AMC-Fahrzeuge eingesetzt, obwohl er in Thailand gedreht wurde, wo gar keine AMC-Fahrzeuge angeboten wurden. Dies war eines der ersten Beispiele für Produktplatzierung.
- Matador-Polizeiwagen der California Highway Patrol erscheinen in Pink Floyds Film The Wall.
- Etliche Matador-Polizeiwagen kamen im ersten Police-Academy-Film vor.
- In Michael Jacksons Musikvideo Black or White (11 Minuten – Version) ist eine Matador-Limousine aus der Bauzeit 1971–1973 zu sehen. In diesem Musikvideo zerstört Michael Jackson die Windschutzscheibe und eine Seitenscheibe. Der Matador wurde auch bei einigen Michael-Jackson-Konzerten als Bühnendekoration genutzt.